# Узунца
Узунца — река в Кемеровской области России, протекает по Новокузнецкому району.
Устье реки находится в 27 км по левому берегу реки Абашева около урочища Узунца. Длина реки составляет 10 км.

## Данные водного реестра
По данным государственного водного реестра России относится к Верхнеобскому бассейновому округу, водохозяйственный участок реки — Томь от истока до города Новокузнецк, без реки Кондома, речной подбассейн реки — Томь. Речной бассейн реки — (Верхняя) Обь до впадения Иртыша.
Код водного объекта в государственном водном реестре — 13010300212115200009355.